# Vodka martini

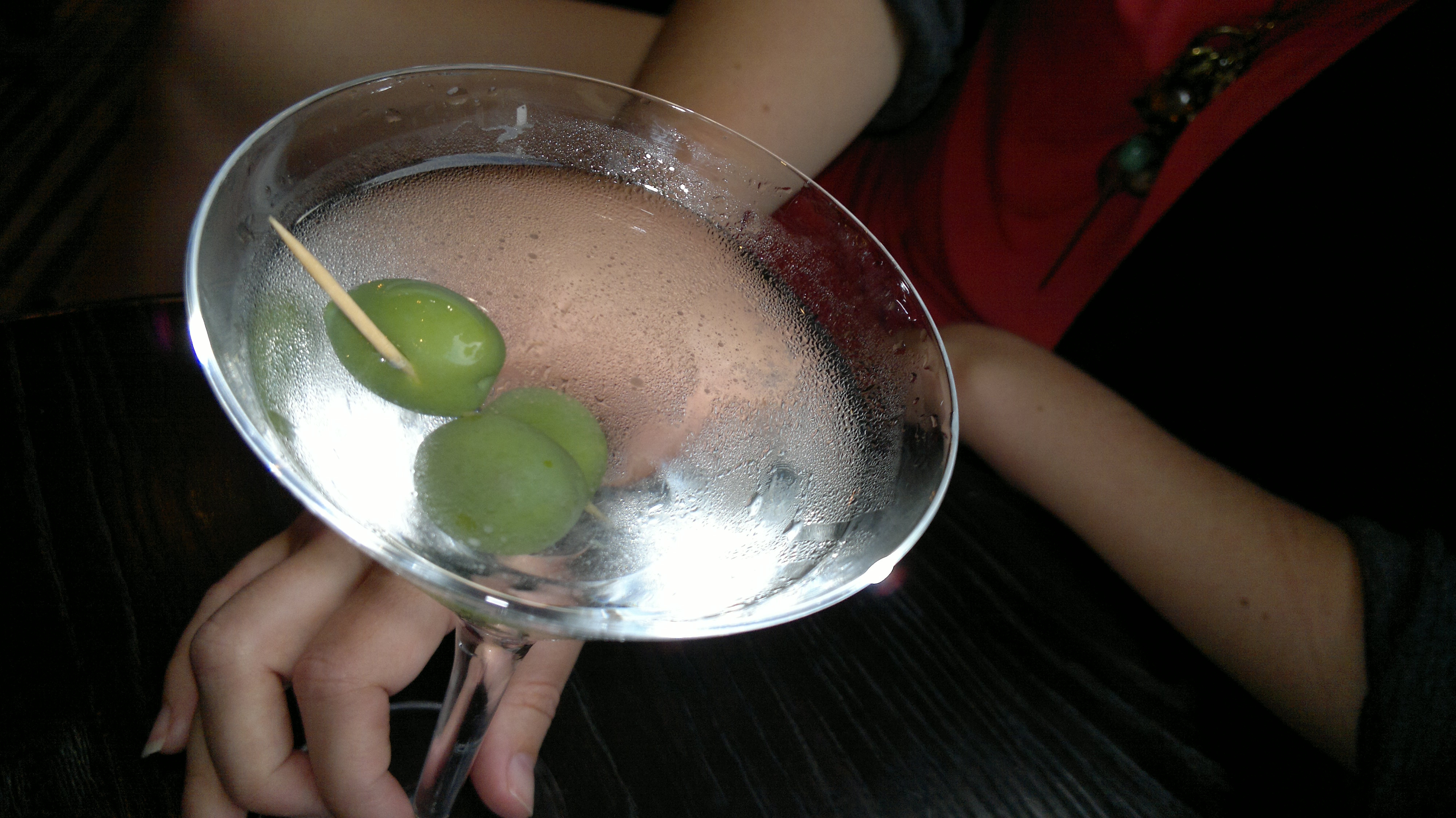
Vodka Martini

Vodka martini är en vodkadrink som blandas med vermouth.
Martinidrinkar är traditionellt baserade på gin och vermouth, exempelvis martini. Senare har vodka blivit ett populärt alternativ. Vodka har en mer neutral spritsmak än gin.

## James Bond
James Bond föredrog i de tidigaste filmerna en drink bestående av gin, vodka och Kina Lillet – som inte är en vermouth – som han kallar "Vesper" efter Vesper Lynd, den kvinnliga huvudfiguren i Casino Royale. Han beställde den skakad, inte rörd ("shaken, not stirred"). Tack vare filmerna om James Bond var drinken en av de populäraste på 1960-talet.
I 2015 års film Spectre sågs agenten dricka en martini med en oliv plus olivspad i glaset, en "dirty martini". I hans vanliga "vesper" syns annars vanligen ett spiralrivet citronskal.